# اچ‌ام‌اس آیوانهو (دی۱۶)
اچ‌ام‌اس آیوانهو (دی۱۶) (به انگلیسی: HMS Ivanhoe (D16)) یک کشتی بود که طول آن ۳۲۳ فوت (۹۸٫۵ متر) بود. این کشتی در سال ۱۹۳۷ ساخته شد.